# Sauverny
Sauverny – miejscowość i gmina we Francji, w regionie Owernia-Rodan-Alpy, w departamencie Ain.

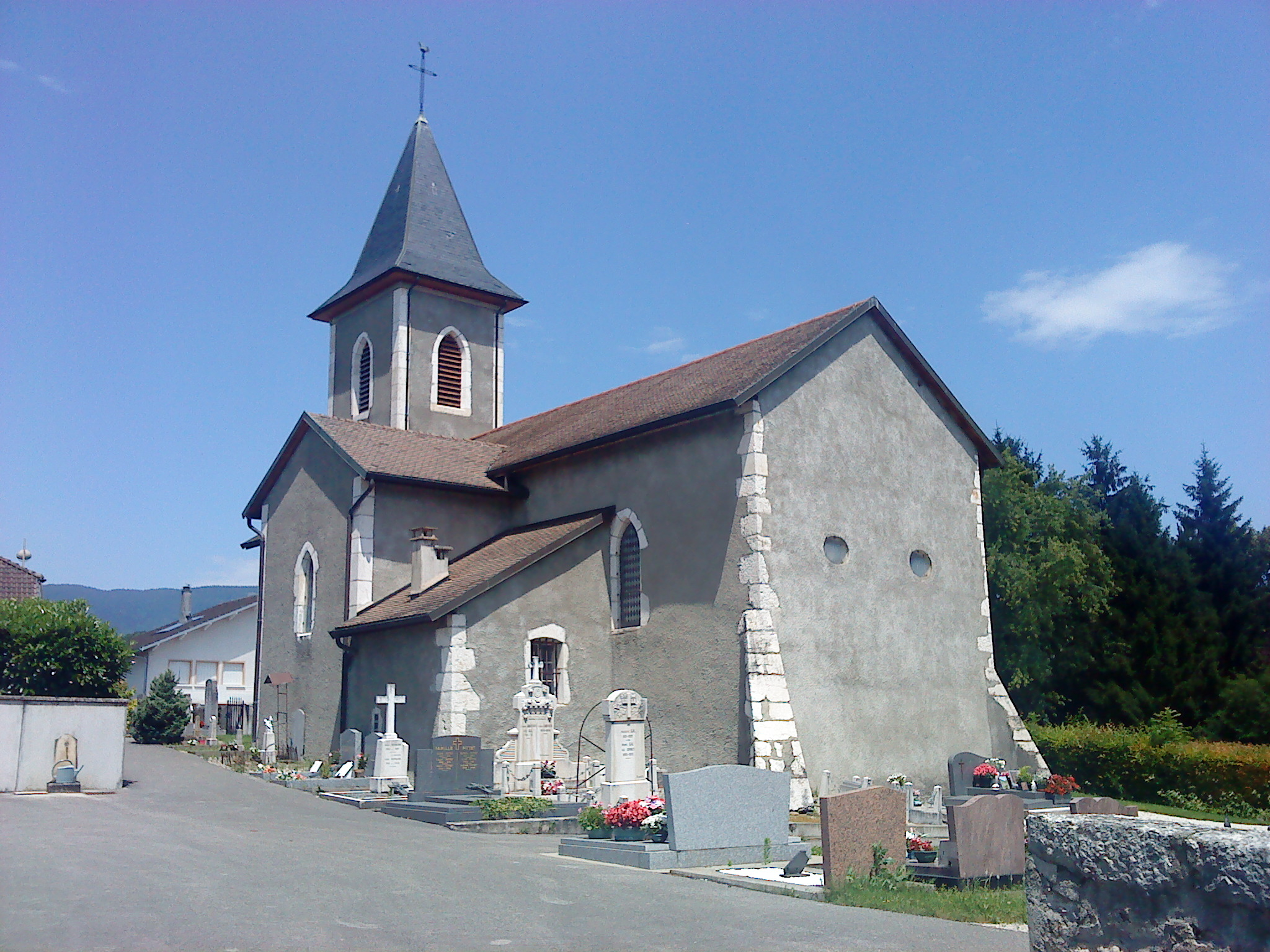
Kościół św. Maurycego (2012 r.)

## Demografia
Według danych na styczeń 2012 roku gminę zamieszkiwało 1109 osób, a gęstość zaludnienia wynosiła 586,8 osób/km².